# لوی اسلاتر
لوی اسلاتر (به انگلیسی: Louise Slaughter زاده ۱۴ اوت ۱۹۲۹ – درگذشته ۱۶ مارس ۲۰۱۸) نمایندهٔ حوزه انتخابیه نیویورک حزب دموکرات ایالات متحده آمریکا در مجلس نمایندگان ایالات متحده آمریکا بود که برای نخستین‌بار در ۵ ژانویه ۱۹۸۷ میلادی به‌عضویت این مجلس درآمد.